# Єшаягу Лейбович
Єшаягу Лейбович (івр. ישעיהו ליבוביץ; 29 січня 1903, Рига — 18 серпня 1994, Єрусалим) — єврейський вчений і філософ, професор біохімії, органічній хімії та нейрофізіології Єврейського університету в Єрусалимі, лікар. Лейбович був одним з видатних єврейських мислителів XX століття.

## Біографія
Народився в Ризі в 1903 році, прибув до Берліна в 1919 році, навчався там в університеті. Там же отримав докторський ступінь з хімії в 1924 році. Був асистентом видатного хіміка, «батька біохімії» Карла Нойберга. Останній дав рекомендаційного листа кардіолога Бруно Кішу. в Кельн. У листі відзначалися критичний розум, високі здібності, ерудиція і природжені лекторські дані Лейбовича. Ішаяху переїхав в Кельн в 1928 році, де вперше став брати участь в суспільному житті в рамках ортодоксально-релігійного і сіоністського руху Мізрахі. Мабуть саме в Кельні він зустрів Грету Вінтер (1907, Кемпен — 2001, Єрусалим), що стала згодом його дружиною. У 1928 році Грета якраз закінчила семінар вчителів. З 1931 року подружжя проживало в Гейдельберзі, де Грета отримала звання доктора за роботу з історії з прикладної математики. Після приходу нацистів до влади Лейбович переїхали в Базель. Ішаяху продовжував там навчання по біохімії та медицини і склав іспити на лікаря.
У 1934 році емігрував в підмандатної Палестини і влаштувався в Єрусалимі, де прожив решту свого життя. З 1936 року працював в Єврейському університеті, спочатку на кафедрі математики, потім в 1941 році став професором біохімії. З 1952 року обіймав посаду старшого професора з органічної хімії та неврології. В цілому викладав в цьому університеті близько 60 років, в останні роки робив наголос на філософію науки і релігії, а також займався політикою і публіцистикою, причому стояв на лівих позиціях, з самої Шестиденної війни попереджав про моральні небезпеки утримання контрольованих територій. Редагував «Єврейську енциклопедію». Лейбович вільно володів сімома мовами — іврит, їдиш, російська, німецька, англійська, французька та латинь. Був активний до останнього дня, помер уві сні в 1994 році.

## Громадський резонанс
Погляди професора Лейбовича викликали часто різку реакцію неприйняття, особливо в правому таборі: так, він ввів термін «юдо-нацизм» і називав ритуали Стіни Плачу («івр. Kotel») дискотекою («діскотель»). За рік до смерті, в 1993 році, Лейбович був удостоєний Державної премії Ізраїлю, але присудження викликало бурхливі протести, в тому числі з боку глави уряду Іцхака Рабіна, і професор Лейбович волів відмовитися від премії.

## Філософія
З багатьох причин вчення професора Лейбовича залишалося незрозумілим. Він висловлював безліч незвичайних парадоксальних ідей, деякі важливі для нього теми він, навпаки, тримав прихованими. Він ніколи не викладав своє вчення систематично, іноді використовував терміни в тлумаченні, що відрізняється від загальноприйнятого. Крім того, виступи професора викликали в слухачів дуже сильні емоції, що заважало раціональному сприйняттю. Публіка також ускладнювалась класифікувати його як пророка, публіциста, філософа чи вченого.
Все життя Ішаяху Лейбович був ортодоксальним релігійним євреєм, слідував раціоналістичної школі Маймоніда, написав книгу «Юдаїзм, єврейський народ і Держава Ізраїль» (1975 рік), що викликала великі суперечки.
Лейбович дотримувався погляду, що Бог незбагненний, і головне значення юдаїзму в вільному підпорядкуванні незбагненною волі Бога відповідно до закону галахи. Саме релігійна практика об'єднує громаду, а догмати є лише спробою її інтерпретації. Відповідно питання про Голокост втрачає, для Лейбовича, свою гостроту саме на увазі незбагненності Бога. Відомо його вислів у відповідь на репліку співрозмовника, що той перестав вірити в Бога після Катастрофи. На це Лейбович сказав: «Значить, ви і до цього в нього не вірили».
У філософії науки виступав проти редукціонізму. У політичній думці стояв на позиціях секуляризації держави, заперечував роль держави Ізраїль як початку процесу месіанського позбавлення, хоча і був і сіоністом, і релігійним.

## Родина
Професор Лейбович був одружений з Гретою, яка мала докторський ступінь з математики, і у них народилося шестеро дітей, двоє з яких стали професорами. Сестра Нехама Лейбович — всесвітньо відомий фахівець з біблеїстики, педагог, автор багатьох книг і статей.